# Excavatrice
Un excavateur ou une excavatrice est une machine destinée à réaliser une excavation.
La forme masculine « excavateur » est employée « pour désigner les gros engins de terrassement à fonctionnement continu utilisés pour les travaux à très grand rendement, par exemple dans les carrières et dans les exploitations minières. Ils sont généralement automoteurs et se déplacent au moyen de chenilles ». La forme féminine « excavatrice » est un générique parfois employé pour désigner les pelles hydrauliques et certains excavateurs légers comme la trancheuse.
Cette catégorie de machines comprend, entre autres:
- une pelle mécanique hydraulique ;
- une excavatrice-aspiratrice ;
- une excavatrice à godets ;
- une excavatrice à chaîne à godets.

## Étymologie
Excavateur comme excavatrice proviennent de l'anglais excavator. En anglais comme dans d'autres langues (excavador en espagnol), le mot désigne aussi la personne qui réalise une excavation (archéologique).
Le terme utilisé en allemand Bagger vient du néerlandais (baggeren) désignant à l'origine une drague.

## Histoire

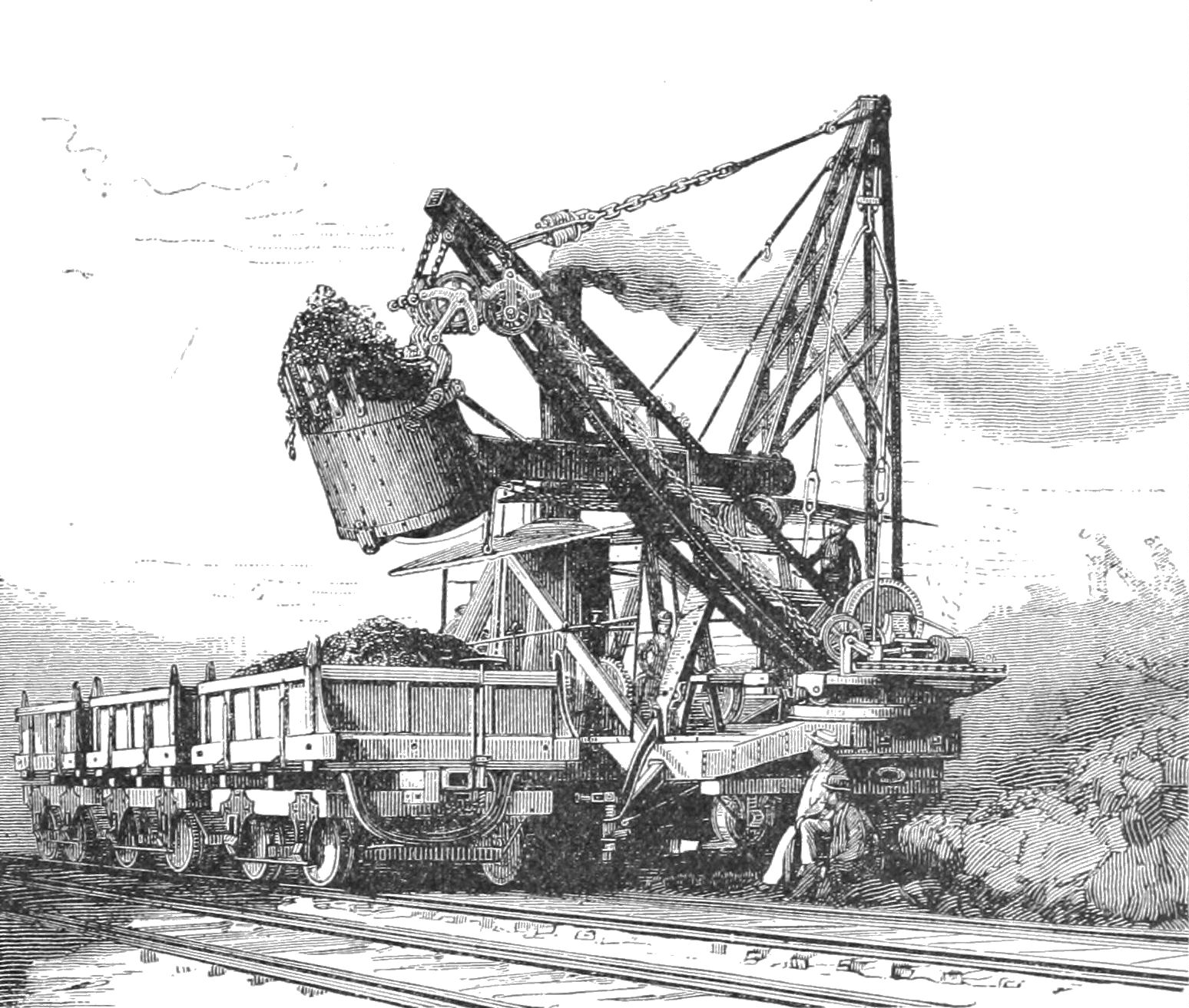
American excavator. Popular Science Monthly, Volume 32. entre 1887 et 1888.

Parmi les difficultés que présentait l'exécution de travaux de vaste envergure, comme le creusement des canaux par exemple, ou au XIXe les travaux de chemin de fer, se trouvait celui de réunir à un même ou divers endroits un nombre assez considérable d'acteurs « tout à la fois habiles dans leurs travaux et modérés dans leurs prétentions » . En l'absence de machines, beaucoup de travaux pouvaient être jusque fin XVIIIe siècle réalisés par la contrainte, selon le principe de la corvée, de la réquisition ou du travail forcé; les outils consistaient en pics, pioches et pelles; pour le transport: paniers, brouettes et tombereau tracté par des bœufs ou des chevaux. À la Renaissance, malgré les besoins pressants d’innovation dans le creusement des canaux, hormis quelques machines élévatrices fixes, rien n'a encore réussi à remplacer ces outils. Léonard de Vinci employé dans le projet de déviation de l’Arno par Nicolas Machiavel, esquisse l'avenir des machines d'excavation et de dragage; une grue excavatrice de son invention aurait dû raccourcir les délais d'exécution du canal, qui finalement ne sera jamais finalisé, et qu'il a estimé à 57 000 jours de travail d'ouvriers. Le canal de Briare, commencé en juin 1605 et achevée en 1642 emploie entre 6 et 12 000 ouvriers. Singularité étonnante, pour le creusement du canal du Midi, commencé en 1667 et terminé en 1685, le plus gros chantier du XVIIe siècle, Pierre-Paul Riquet, se refuse, comme l'y autorise le roi, à employer des paysans suivant le régime de la corvée ou de la réquisition; on placarde des affiches partout dans le royaume en vue de recruter les 10 000 ouvriers que le chantier emploiera pendant 15 ans. Bien que bannie en France dès 1787, 20 000 fellahs de la corvée égyptienne sont employés jusque 1863 sur le chantier du canal de Suez; sous la pression internationale un firman y met fin, et ce sont 15 000 ouvriers italiens, grecs, dalmates, marocains, syriens, etc. qui les remplacent. Les États-Unis d'Amérique au XIXe siècle déjà riches en voies ferrées mais encore pauvres en population relativement à l'immensité de leur territoire souffrent de la rareté des travailleurs; ils vont donc innover dans les machines.
La première excavatrice à vapeur, la crane-excavator est brevetée en 1839 par William Otis. Elle est appelée en France « excavateur américain, et c'est probablement la première occurrence du mot « excavateur » en français; le mot apparait dans le Littré de 1873, comme étant un terme de chemin de fer, un appareil destiné à faciliter les déblais. À Airion, en 1843, une brigade d'ouvriers belge empêche le déchargement d'une telle machine, pouvant les conduire à leur mise au chômage. Alphonse Couvreux invente en 1860 l'excavatrice à chaîne à godets, employée à Suez après la retraite des contingents, cinq cents ouvrier permettent d'en remplacer six mille; et au Panama : bien plus encore que pour Suez, les conditions climatique s'opposent pour le canal de Panama, débuté en 1880 et terminé en 1914, à la réunion d'un grand nombre d'ouvriers; la difficulté du travail en lui-même conduit définitivement à l'utilisation des machines. Les Américains reprenant le chantier en 1906, y ajouteront leur propre matériel dont les steam shovels (pelle en butte), efficace pour l'excavation à sec sur terrain rocheux et dur, mais inefficace sur terrain meuble. Les vieilles excavatrices à godets (ladder dredge) française restées inactives de 1888 à 1906 seront donc relancées par les Américains, s’avérant plus performantes que le matériel américain (dipper dredge). Les excavatrices seront employées pour tous travaux d'excavation, gagnant en gigantisme dans les excavations à ciel ouvert.

## Principe

Excavatrices hors normes
Chargeur sur pneu
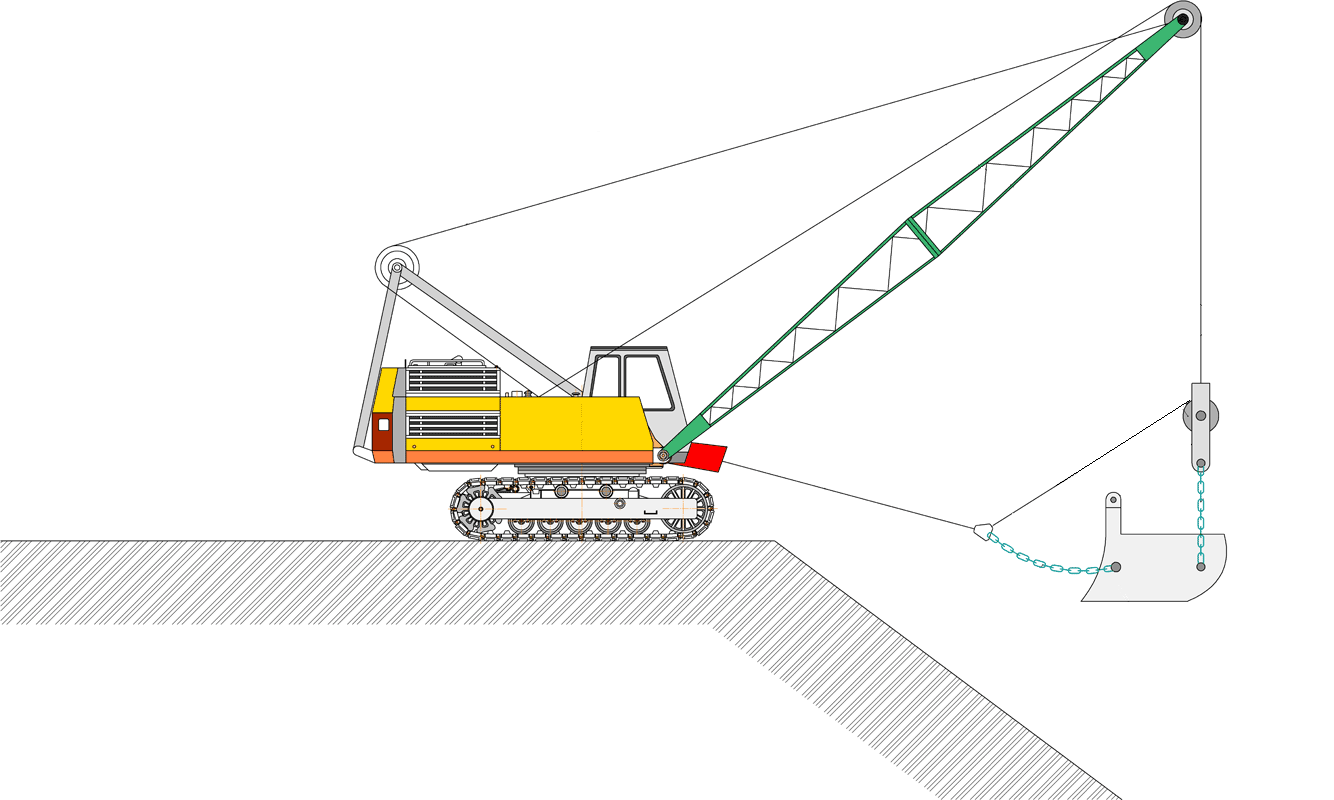
Pelle à benne traînante
Principe de la pelle en butte
Principe de la pelle rétrocaveuse

Le caractère fréquent d'une excavatrice est la présence d'un godet, qui va être mu de différentes manières pour prélever, creuser ou racler le sol. Le godet peu présent en simple exemplaire ; ou en multiples exemplaires, comme dans les excavatrices à godets. Une distinction peut-être fait dans le principe d'entrainement, par câble, par vérin hydraulique, par roue, etc., Dans les pelles à benne traînante, appelées aussi d'après l'anglais, dragline, le travail se fait par raclage au moyens d'un godet particulier appelé benne trainante.

## Aperçu des machines excavatrices

### Excavatrices

#### Excavatrices terrestres

##### Pelles à câble
| machine à fonction unique                                                                                 | machine à fonction unique | machine à fonction unique |
| --- | ------------------------- | --- |
| Pelle en butte. En anglais, dipper shovel, front shovel, face shovel, forward shovel, crowd shovel.       |                           | Les pelle en butte à câble, équipées en machine à usage unique, sont utilisées dans les grandes mines à ciel ouvert, dans l'extraction du charbon et autres minerais. Ils désagrègent directement le sol ou ramassent des matériaux préalablement désagrégés et les chargent dans des camions-bennes ou vers des concasseurs mobiles (mobile brecher) via bande transporteuse (bandanlagen)#.                                                                     |
| Pelle à benne traînante, en allemand, schürfkübelbagger, en anglais dragline.                             |                           | Dans les mines à ciel ouvert, les grandes excavatrices à chenilles équipées de benne trainante sont utilisées pour extraire les gravats meubles. Elles ont un mécanisme de déplacement.# |
| machines polyvalentes                                                                                     |                           | |
| Pelle en butte                                                                                            |                           | Les excavatrices à câbles en butte en tant que machines polyvalentes étaient utilisées sur des travaux de terrassement plus importants et sont aujourd'hui largement remplacées par des excavatrices hydrauliques. Des carrières plus petites ont également utilisé ces excavatrices universelles avec des équipements godets chargeurs-butte.# |
| Rétrocaveuse à câble                                                                                      |                           | Des pelles rétrocaveuses à câble étaient utilisées sur les chantiers de construction pour établir les fouilles, avant l’extension de la pelle hydraulique; c'étaient l’une des machines les plus courantes sur les chantiers de construction jusque dans les années 1960.# |
| Benne preneuse, en allemand greifer, en anglais clamshell grab ou clamshell bucket, digging type sampler) |                           | Pour la manutention dans les usines et les ports, ainsi que sur les chantiers de chargement et de déchargement des camions à benne, l'excavatrice à câble avec benne preneuse était la machine standard du XXe siècle. En dépit de la migration vers les pelles hydrauliques, des pelles à câble munies de bennes preneuses sont encore utilisées occasionnellement, car leur rayon d'action est plus élevé que les pelles hydrauliques, en raison de la flèche.# |
| Benne traînante                                                                                           |                           | Les excavatrices sur chenilles polyvalentes avec équipement de raclage sont principalement utilisées dans les carrières de sable et de gravier. Sur les lacs de gravier, ces machines sont utilisées pour extraire les matériaux de dragage de l'eau pendant que la pelle est à terre. |
| Trépan-benne. Hammergrab en anglais.                                                                      |                           | Pour creuser les fossés des parois moulée, on utilise des excavatrices à usage général dotées d'une benne lourde équipée de coquilles ouvrantes appelée trépan-benne. En raison de la profondeur d'excavation, ce travail est difficilement réalisé avec les machines hydrauliques#. |

##### Pelles hydrauliques
Machines à fonction unique
| Machines à fonction unique                                       | Machines à fonction unique | Machines à fonction unique |
| ---------------------------------------------------------------- | -------------------------- | --- |
| Pelle en butte                                                   |                            | Pour l'extraction de matières premières, on utilise aujourd'hui des excavatrices hydrauliques avec godet chargeur-butte, dans des mines à ciel ouvert de petite et moyenne taille plutôt que les excavatrices à câble. Elles sont moins cher et nécessitent moins d'entretien que les excavatrices à câble. Dans les grandes exploitations à ciel ouvert, telles pour l'extraction du charbon aux États-Unis, des excavatrices à câble sont encore utilisées pour des opérations d'extraction discontinue.# |
| machines multifonctions                                          |                            | |
| Pelles rétrocaveuse, en allemand tieflöffel, en anglais backhoe. |                            | Les excavatrices avec pelles rétrocaveuses sont utilisées dans le monde entier sur tous les sites de terrassement. Elles servent à creuser des excavations et à déplacer des sols. |
| Benne preneuse.                                                  |                            | Dans la construction, des excavatrices hydrauliques avec benne preneuse sont utilisées pour creuser des tranchées et charger des sols. Le changement vers un autre équipement de travail tel que la pelle rétro est possible par attache rapide dans un délai plus court. Par rapport aux pinces utilisées dans les dragues à câble et qui sont fermées par des câbles, ces pinces sont actionnées par des vérins hydrauliques.                                                                             |

#### Excavatrices flottantes
| Dragues flottantes | Dragues flottantes | Dragues flottantes |
| Machines à fonction unique | Machines à fonction unique | Machines à fonction unique |
| --- | --- | --- |
| Drague à cuillère, ou drague à cuiller, ou drague à pelle droite, ou drague à pelle (en anglais, scoop dredger, ou dipper dredger) | | Les dragues à cuillère équipées d'une pelle en butte sont utilisées lorsque des forces de désagrégation nécessaires sont élevées, pour décoller les roches situées sous la surface de l'eau. C'est le cas, par exemple, lors de l'excavation de quais ou de canaux dans des zones rocheuses. Les dragues à pelle sont principalement utilisées en Amérique du Nord et en Angleterre. Là ils s'appellent dipper dredger. On ne les trouve pas en Europe. La Dipper Dredge No. 3 (en) est une drague historique à Lyons (New York).                                                          |
| Benne preneuse (zweischalengreifer )                                                                                               | | Les dragues avec équipement de préhension sont utilisées en génie hydraulique ainsi que pour la manutention de matériaux en vrac. Alors que les dragues de petite et moyenne taille consistent en une superstructure conventionnelle du type à chenilles montée sur un ponton, les machines plus grandes sont des constructions spéciales, dont certaines ont également des échasses supplémentaires pour la stabilisation et leur propre entraînement. Les dragues avec équipement de préhension sont adaptées aux sols légers. La profondeur d'excavation maximale possible est de 35 m. |
| Benne preneuse (zweischalengreifer )                                                                                               | Les plantes à grappin flottant, également appelées grappin profond, sont utilisées dans l'extraction de gravier et de sable. Avec une profondeur de dragage allant jusqu'à 100 mètres, ils peuvent transporter des matières premières partout où l'utilisation de la chaîne à godets et des dragues suceuses n'est plus possible,. | |
| Benne preneuse (zweischalengreifer )                                                                                               | pelles hydrauliques à usage machines | |
| Tieflöffel | | Les dragues hydrauliques pour le dragage sont principalement constituées de superstructures conventionnelles montées sur un navire ou un ponton. Ils sont utilisés pour l'ingénierie hydraulique et la maintenance des eaux intérieures et des ports. En raison de la longueur limitée de la rampe, le rayon d'action est limité aux eaux peu profondes. |
| Benne preneuse | | Les dragues hydrauliques pour le dragage sont principalement constituées de superstructures conventionnelles montées sur un navire ou un ponton. Ils sont utilisés pour l'ingénierie hydraulique et la maintenance des eaux intérieures et des ports. En raison de la longueur limitée de la rampe, le rayon d'action est limité aux eaux peu profondes. |

### excavateurs multitronculaires
| Excavatrice à chaîne à godets terrestre | Excavatrice à chaîne à godets terrestre | Excavatrice à chaîne à godets terrestre |
| --------------------------------------- | --- | --- |
| Grabenbagger mit Eimerkette             | | Dans le secteur de la construction, les tranchées destinées aux câbles et aux lignes sont creusées avec, entre autres, des tranchées à godets, les trancheuses ou trancheuses à roues à aubes étant plus couramment utilisées aujourd'hui. |
| kleine Eimerkettenbagger                | | Utilisation dans les plus petites entreprises de l'industrie de base, en particulier pour le démantèlement du limon et de l'argile à Ziegeleien. |
| Eimerkettenbagger mittlerer Größe       | | Utilisation dans les grandes exploitations minières de l’industrie primaire, en particulier dans l’extraction de gravier et de sable. Jusqu'au milieu du 20 Century étaient des dragues à chaîne à godets de taille moyenne, même sur des travaux de terrassement plus importants, z. B. utilisé dans la construction d'égouts. |
| Eimerkettenbagger als Tagebaugroßgerät  | | Utilisez-le dans les mines de lignite et de craie à ciel ouvert plus grandes. |
| dragues à chaîne flottante              | | |
| Flussbagger                             | | Pour l'extraction de gravier et de sable dans les eaux intérieures, des pelles à chaîne à godets sont utilisées sur les pontons. Avec ceux-ci, les matériaux d'excavation de profondeurs allant jusqu'à environ 20 mètres doivent être transportés et chargés sur des systèmes de ceinture flottante ou des barges. La position minière de la pelle est modifiée par des câbles en acier fixés au rivage et des treuils correspondants sur le ponton. Ils n'ont pas leur propre moyen de transport. |
| Flussbagger                             | Pour l'entretien des ports et des couloirs de navigation, ainsi que pour l'extraction de gravier dans les grandes rivières, des excavatrices à chaînes à godets sont utilisées en plus des dragues suceuses. Celles-ci sont généralement conçues de manière beaucoup plus grande que les excavatrices à chaîne à godets qui fonctionnent dans des graviers et des sablières. Les remorqueurs sont principalement utilisés pour changer la position de la pelle. Ces excavatrices à chaîne à godets sont également conçues comme un ponton et n’ont pas d’entraînement propre. Le transporteur était auparavant propulsé par une machine à vapeur. Aujourd'hui, ces moteurs diesel ont. <br/> Autre article: Navire d'excavatrice Minden | |
| Flussbagger                             | En Amérique du Nord et en Australie, l'extraction de l'or et de l'étain comprend des excavatrices à godets spéciales, les soi-disant. Chercheur d'or, utilisé. Ceux-ci contiennent des stations d'épuration partiellement complètes. Autres articles: Pelle d'or | |
| Seebagger                               | | Les pelles hydrauliques à chaîne à godets avec leur propre entraînement sont appelées creuseurs de la mer. En face des dragues soutenues par un ponton, ils sont affectés aux navires . Les excavatrices marines sont assez rares en raison de leur utilisation particulière dans l'ingénierie hydraulique près de la côte et dans les mines marines. |

#### Schaufelradbagger
| Grabenbagger mit Schaufelrad. Trancheuse avec roue à aubes                                                      |  | Les excavatrices à roue à godets peuvent également être utilisées comme trancheuses. Comparées aux trancheuses et aux trancheuses à chaîne à godets, leur profondeur de creusage est limitée non seulement par la flèche, mais également par le rayon de la roue à aubes. |
| Kompaktschaufelradbagger                                                                                        |  | Les excavatrices à roues à godets compactes sont utilisées dans les mines à ciel ouvert pour l’extraction ou le déversement. Elles sont également utilisés dans les travaux de terrassement lorsque de très grandes masses terrestres doivent être décomposées et déplacées sur une plus longue période. Les exemples incluent la construction d'autoroutes, de barrages ou de canaux. Les appareils sont aujourd'hui normalisés et ne disposent que de chenilles. Le matériau à transporter est généralement transporté avec des convoyeurs à bande. |
| Excavatrice à roue à godets comme machine d'exploitation à ciel ouvert (schaufelradbagger als Tagebaugroßgerät) |  | Dans les grandes mines à ciel ouvert, en particulier dans les mines de lignite en Europe, les excavatrices à roues à godets jouent un rôle important. Ces exploitations à ciel ouvert mesurent souvent plusieurs centaines de mètres de long et font partie d’une installation de grande envergure composée de bandes transporteuses et d’épandeurs pour une production continue. |

| Bouteurs (en anglais bulldozer, en allemand Planiermaschinen)     |       | Les bouteurs ou bulldozers enlèvent le sol en avançant, au moyen de la lame située à l'avant de la machine. Le sol ne peut pas être prélevé par la lame, mais est poussé par celle-ci devant la machine. Les bouteurs sont généralement montés sur chenilles, raison pour laquelle ils peuvent être utilisées même dans des conditions de terrain difficiles. Le domaine d'application principal est le terrassement.# |
| Niveleuses; en anglais Grader                                     |       | Les niveleuses, ou autoniveleuses, assouplissent également le sol avec une lame de bulldozer. Toutefois, cette dernière est située au centre de la machine, ce qui lui permet de subir beaucoup moins de mouvements verticaux lorsque la machine se déplace sur un sol inégal. De plus, la lame de bulldozer est rotative. Les nivelleuses sont donc utilisées par rapport aux bulldozers pour la création de profils de terrain et de voie dans les travaux de terrassement, en particulier dans la construction de routes. La niveleuse peut être équipée d'accessoires tels que le scarificateur, la lame frontale (de bouteur) ou l'éliminateur d'andain. « La niveleuse est également utilisée pour enlever les épaisses couches de glace et de neige des routes, mais il ne faut pas confondre ce véhicule avec le chasse-neige qui comporte un versoir à l'avant et qui n'est jamais utilisé dans les travaux de terrassement. » .# |
| Décapeuse, en allemand Schürfkübelmaschinen, en anglais scrapper. | <br/> | Les décapeuses sont des engins montés sur roues, munis de pneumatiques, constitué par une benne surbaissée permettant d'araser le sol par raclage, d'emmagasiner et de transporter les matériaux ainsi enlevés, et de les répandre au point de déchargement. Le racloir est généralement situé au milieu de la machine et prélève le sol rendu meuble après la coupe. Le racloir rempli est ensuite relevé et utilisé pour transporter le sol. Au point de livraison, le sol est réparti en route en inclinant le godet.# |

### Broyage des roches et du sol
| Fraise minière; en allemand Tagebaufräsen; en anglais Continuous Surface Miner |  | Les fraises minières à ciel ouvert (Tagebaufräsen) sont des machines minières à ciel ouvert qui fonctionnent en permanence et qui utilisent un tambour de fraisage pour détacher la roche couche par couche et parfois aussi la transporter vers un système de convoyage ou un camion à benne basculante. Les fraises minières à ciel ouvert sont utilisées en particulier pour dissoudre les roches dures, ce qui n’est pas possible avec d’autres équipements d’exploitation à ciel ouvert, tels que les excavateurs à roue et à godet.#                    |
| Fraiseuse routière, en allemand Asphaltfräsen. En anglais road-milling machine |  | Les fraiseuses d'asphalte sont des machines de construction des routes utilisées pour enlever l'asphalte des chaussées. Ce sont des engins automoteurs muni d'un tambour rotatif équipé de dents, de pics ou de couteaux permettant de fraiser le revêtement de la chaussée sur une épaisseur donnée et le fragmenter. Les matériaux sont évacués à l'aide de tapis vers les camions et sont souvent réemployés ou recyclés. L'opération s'effectue généralement à froid, mais elle peut aussi avoir lieu après réchauffage par un dispositif à infrarouge. # |
| Trancheuse, en allemand Grabenfräsen; en anglais, trencher, ditcher            |  | Les trancheuses ont des burins spécialement aménagés qui permettent de creuser des tranchées profondes et très étroites. Ces machines sont donc adaptées à la pose automatique de câbles sur de longues distances.# |

### Dragues suceuses
| drague suceuse purement hydraulique | drague suceuse purement hydraulique | drague suceuse purement hydraulique |
| --- | ----------------------------------- | --- |
| Drague suceuse de base dans les sablières (Grundsaugbagger in Sandgruben) |                                     | Pour le pompage de sable et de gravier par voie humide, des dragues à succion de base sont utilisées. Ceux - ci sont constitués d'un ponton, sont montés sur la pompe de dragage d'entraînement et le tuyau d'aspiration. Le tuyau d'aspiration est abaissé via un dispositif de levage situé au fond du lac de gravier. Une conduite d'aspiration, qui est également montée sur des pontons, permet de pomper le matériau de dragage vers la côte. Les dragues suceuses pour l'extraction de sable et de gravier dans les eaux intérieures peuvent être utilisées jusqu'à une profondeur d'environ Mètres, avec pompe sous-marine supplémentaire jusqu’à 50 Les mètres sont utilisés. Étant donné que les dragues suceuses de base n’ont pas d’aide au démoulage, elles ne peuvent être utilisées que pour les dépôts de gravier ou de sable facilement détachables. Grâce à l'utilisation d'une aide au démoulage hydraulique sous la forme de buses de pulvérisation sur la tête d'aspiration, appelée. L'équipement de jet, les dragues à aspiration de base peuvent toujours être utilisés sur certains sols difficiles à enlever. |
| Drague suceuse hydraulique-mécanique |                                     | |
| Drague à désagrégation (de), ou drague à désagrégateur (en allemand, Schneidkopfsaugbagger ou Cutterbagger; en néerlandais, cutterzuiger; en anglais, agitation dredger ou cutter suction dredger - CSD) |                                     | Les excavatrices ont une tête de désagrégation supplémentaire sur la tête d'aspiration appelée « désagrégateur » ou « couteau désagrégateur » (en anglais cutter). Les burins rotatifs disposés à cet endroit libèrent le matériau de dragage avant qu'il ne soit aspiré. Les dragues suceuses de pointe sont particulièrement adaptées aux sols difficiles à désagréger. Pour l'extraction du sable et du gravier, les dragues suceuses à désagrégateur ont la même conception que les dragues suceuses de base. Les machines ont uniquement un entraînement supplémentaire pour la tête de coupe. Cependant, pour la construction et la maintenance des ports et des voies de navigation, de plus grosses machines sont en fonctionnement.# |
| Drague à élinde traînante ou drague aspiratrice en marche (en anglais trailing suction dredge, ou trailing suction hopper dredger (TSHD) en allemand hopperbagger)                                       |                                     | Les dragues à élinde traînante sont des dragues suceuses en mer équipées de têtes de dragage (drag head) traînées latéralement. Les têtes de dragage comportent un dispositif d’aspiration ainsi que différents auxiliaires mécaniques de libération, tels que des crocs ou des buses d’eau sous pression. Les têtes de dragages sont tirées sur le fond marin et le matériau ainsi libéré est transporté via tube de succion dans le navire. Le matériau est d'abord stocké à bord, puis pompé par rinçage du navire. De toutes les dragues suceuses les dragues à élinde traînante sont celles plus adaptées aux sols meubles, tels que sable, limon; argile ou gravier.# |